# Monanthes muralis
Monanthes muralis ist eine Pflanzenart aus der Gattung Monanthes in der Familie der Dickblattgewächse (Crassulaceae). Das Artepitheton muralis stammt aus dem Lateinischen, bedeutet ‚Mauer‘ und verweist auf das Vorkommen der Art an Gebäudewänden.

## Beschreibung

### Vegetative Merkmale
Monanthes muralis ist ein ausdauernder, basal etwas verholzter, dicht verzweigter Kleinstrauch, der Wuchshöhen von 5 bis 10 Zentimetern erreicht. Die schlanken, gewundenen Triebe sind aufsteigend oder niederliegend und später oft hängend. Sie weisen einen Durchmesser von 2 bis 5 Millimetern auf. Ihre Laubblätter bilden kompakte Rosetten, deren innerste Blätter bald ausgebreitet sind. Die verkehrt eiförmigen Laubblätter sind gerundet oder etwas spitz. Die Blattspreite ist 6 bis 10 Millimeter lang, 3 bis 4 Millimeter breit und etwa 2 Millimeter dick. Ihre Oberfläche in der Regel im unteren Teil mit einigen drüsigen Haaren besetzt. Zur Spitze hin ist sie, vor allem entlang der Blattränder, auffällig papillös. 

### Blütenstände und Blüten

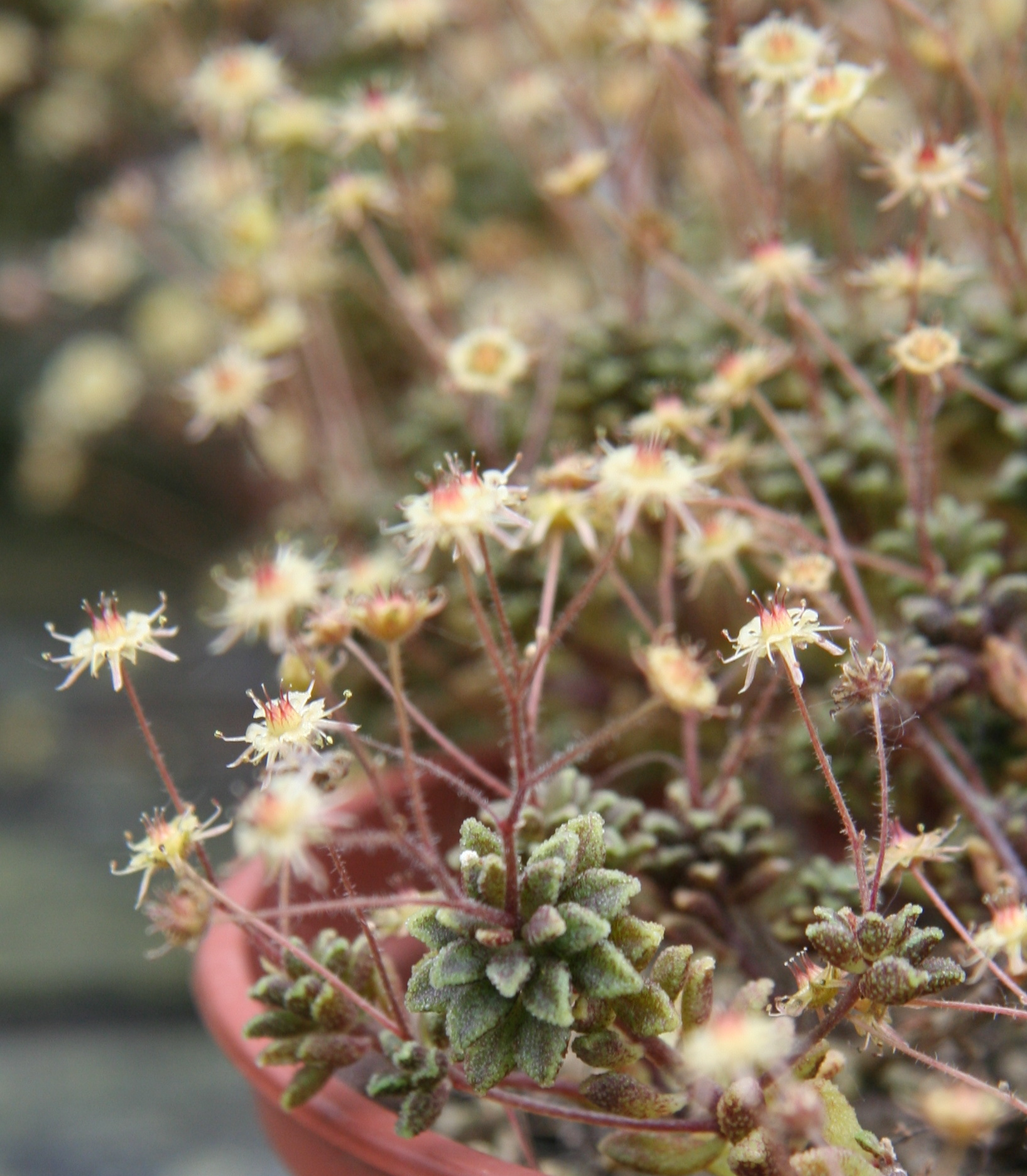
Blüten

Der Blütenstand erscheint endständig aus der Mitte der Blattrosette und ist an seiner Basis verzweigt. Die sechs- bis siebenzähligen Blüten stehen am drüsig-haarigen Blütenstielen von 5 bis 15 Millimetern Länge und erreichen einen Durchmesser von 3 bis 5 Millimeter. Ihre schmal länglichen, spitz zulaufenden Kronblätter sind 2,9 bis 4,1 Millimeter lang und 0,5 bis 0,7 Millimeter breit. Entlang der Kronblattränder befinden sich in der Regel drüsige Haare, die kürzer oder gleich 0,3 Millimeter sind. Die Nektarschüppchen besitzen eine Länge von 1,2 bis 1,7 Millimetern und sind 1,4 bis 2,1 Millimeter breit. Ihre Spreite ist etwas fächerförmig, gestutzt, fein gezähnelt, genagelt oder basal spitz zulaufend.
Die Blütezeit ist Mai bis Juni.

## Verbreitung und Systematik
Monanthes muralis ist auf den kanarischen Inseln El Hierro und La Palma in Höhenlagen von 300 bis 800 Metern verbreitet.
Die Erstbeschreibung als Petrophyes muralis durch Joseph Dalton Hooker wurde 1872 veröffentlicht.
Synonyme sind Sempervivum monanthes var. murale (Webb ex Bolle) Kuntze (1891), Sempervivum monanthes var. subcrassicaule Kuntze (1891), Petrophyes muralis subsp. subcrassicaulis (Kuntze) Bornm. (1903) und Monanthes subcrassicaulis (Kuntze) Praeger(1929).

## Nachweise